# Hemisodorcus macLeayi
Hemisodorcus macLeayi es una especie de coleóptero de la familia Lucanidae.

## Distribución geográfica
Habita en Sikkim, Darjeeling, Nepal y  Birmania.